# Rob Boskamp
Rob Boskamp is een Nederlandse diskjockey en muziekproducent.

## Biografie
In 1976 begint Boskamp als diskjockey in de discotheek 'Lucky Star' in Amsterdam. Daarna draait hij in andere discotheken in Amsterdam (50/50 club, La Bouteille, Bekerfinale, Bistrotheek e.a.). In 1978 start hij als verkoper in kledingzaken en maakt wekelijks mixtapes voor deze kledingzaken.
Tussen 1980 en 1986 werkt hij bij de Amsterdamse radiozenders Decibel Radio en WAPS, en richt het rapmagazine Chill Out op.
In 1985 begint hij te werken voor de Disco Mix Club en vanaf 1989 schrijft hij voor het tijdschrift Disco Dance. 
Rond die tijd organiseert hij ook diverse malen de Nederlandse mix-kampioenschappen onder de noemer Dance Music Convention (samen met Alex van Oostrom, Peter Boertje en Jan Freij) wat begin jaren 90 aan Buma/Stemra verkocht wordt, waarna het hernoemd wordt tot Amsterdam Dance Event. In de jaren 90 schrijft hij voor Bassic Groove en later ook voor Update Magazine.
In 1990 start Boskamp samen met speciaalzaak en groothandel Boudisque een import- en groothandel voor house- en dance-muziek. In 1992 besluit hij solo te gaan en zijn eigen platenmaatschappij te starten onder de naam Fonky Fibe Records, wat na een brand doorstart onder de naam DJ World.
In 1995 debuteert hij bij het Rotterdamse Urban Essentials als samensteller van een compilatiealbum waarvoor hij de tracks aan elkaar mixt.
Vanaf 1998 neemt het aantal DJ-gigs steeds verder toe voor Boskamp, waardoor hij zijn activiteiten als labelbaas moet terugschroeven. Wel blijft hij als recensent actief voor het vakblad Mega Media en stelt hij diverse mixalbums samen voor Essential Dance Music in Rotterdam.
In 2001 is Boskamp iedere vrijdagmiddag live bij BNN op 3FM te horen in het programma van Ruud de Wild met een house-mix van vijftien minuten.
Vanaf 2003 stelt DJ Rob Boskamp mixalbums en compilaties samen onder andere voor EMI (Soultown met soul, jazz en funk uit de jaren zestig en zeventig), voor Sony (Mash Up met combinaties instrumentale nummers met vocale tracks), voor Disky Dance (discoklassiekers die zijn omgebouwd tot housetracks, de compilatie This Is Trance en The Remixes), voor RMR Music (Dutch Electro 1 en 2) en voor N.E.W.S. (Latino Grooves, Mambo Beach/Cabana Beach).
Vanaf 2003 produceert hij onder andere Rocket 2 You, Shake It, Pump It, In The Evening, Don't Stop (met Bob Snoeijer), Bounce, Dirty Bitch, Music Makes Me Happy , Headrockin, Sweet Lullaby (met zijn dochter Laura Boskamp), Holding On (met vocalist Maddox), Over You (met vocalist Sophia).
Verder remixt hij ook nog tracks voor onder andere Snoop Dogg, Da Hool, Nick Corline, T-Spoon, Robert Abigail, Moony, Golden Earring en Kadoc.
Vanaf 2012 is Rob resident-DJ in Soho in Amsterdam, vanaf 2016 resident-DJ in de Reguliersdwarstraat tijdens de Gay Pride en sinds 2020 is hij resident-DJ op de Mixmarathon Vrijdag bij radiozender SLAM!